# Mauser C96

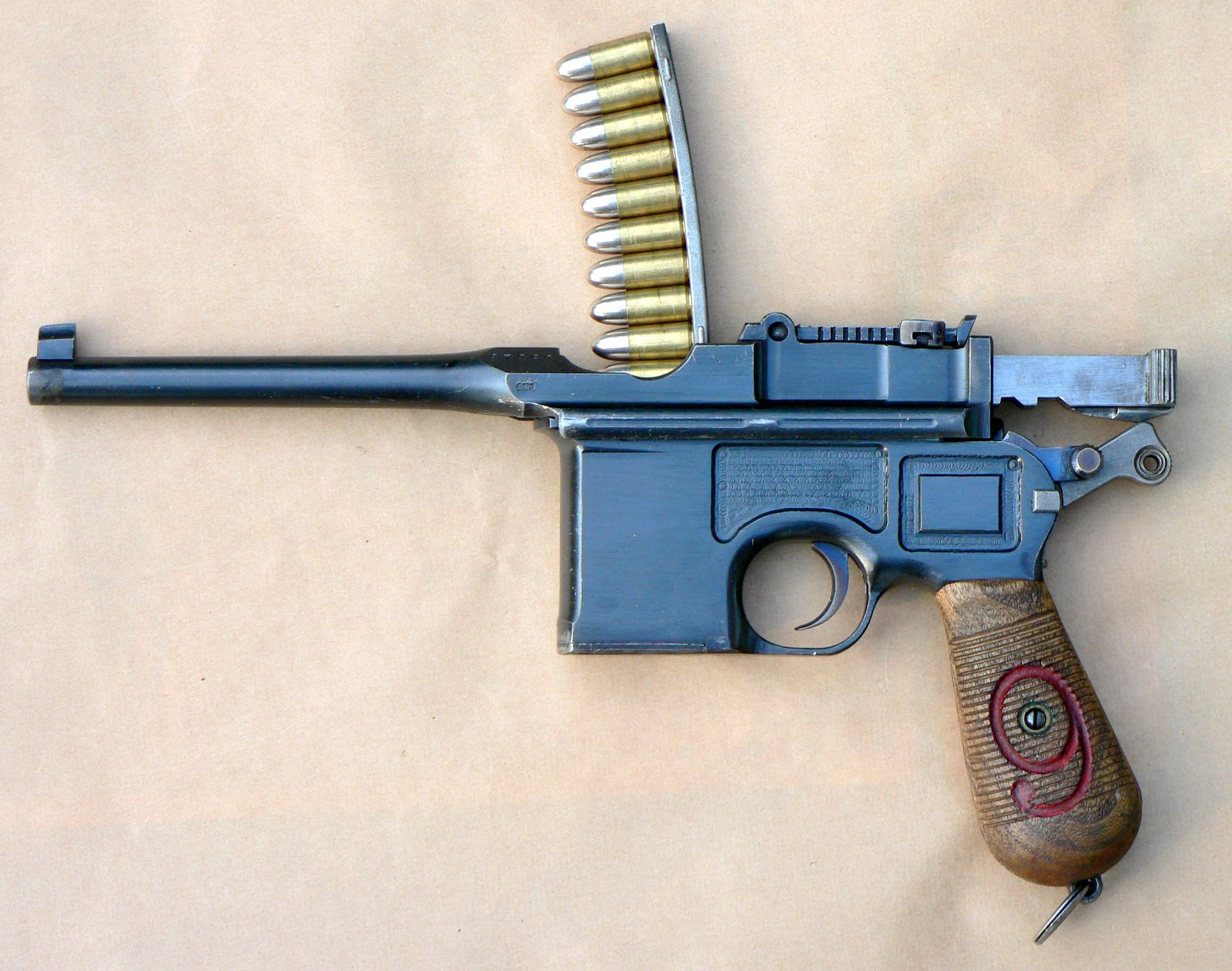
Mauser C96

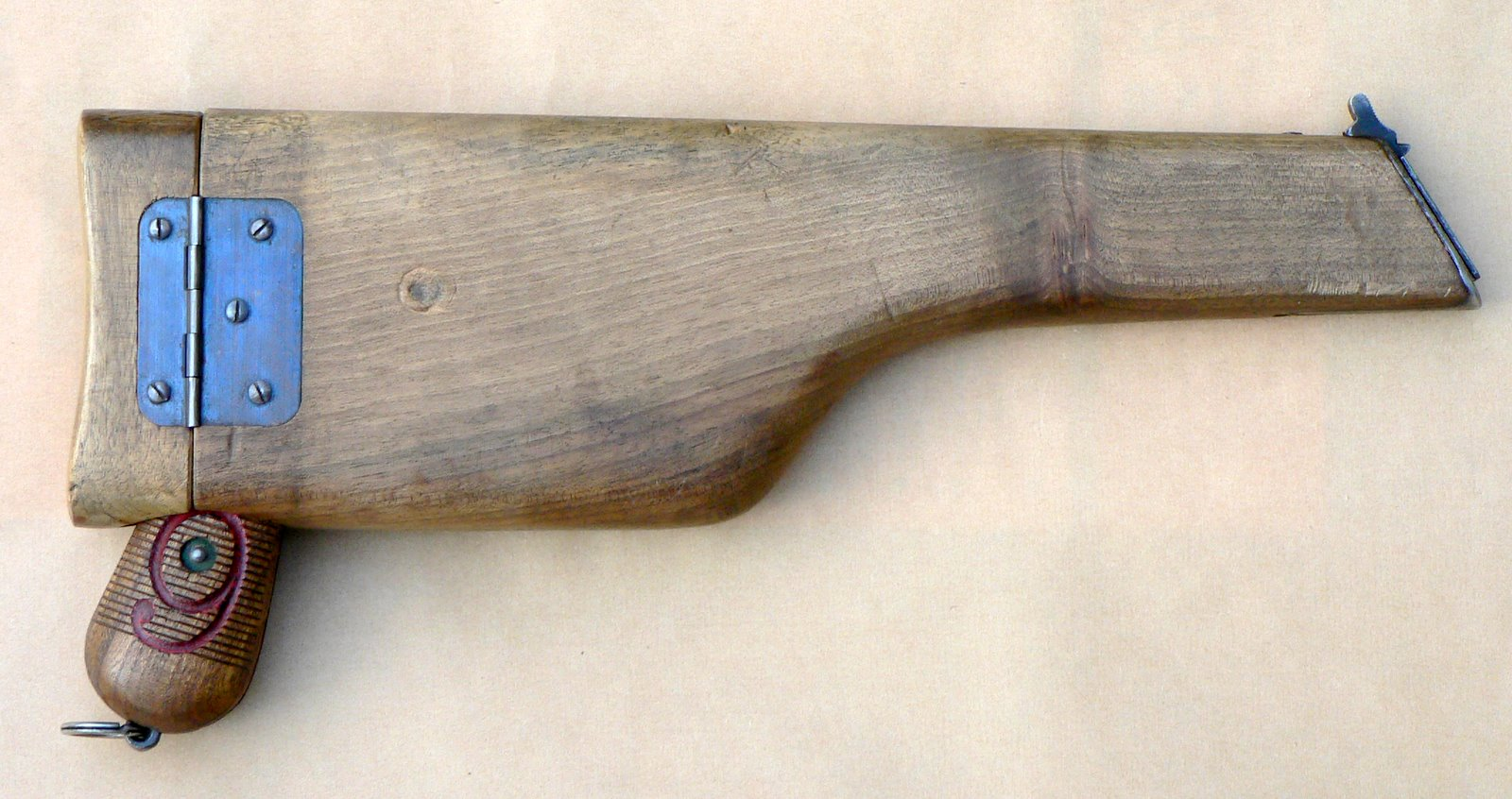
Mauser C96 вкладений до кобури-приклада

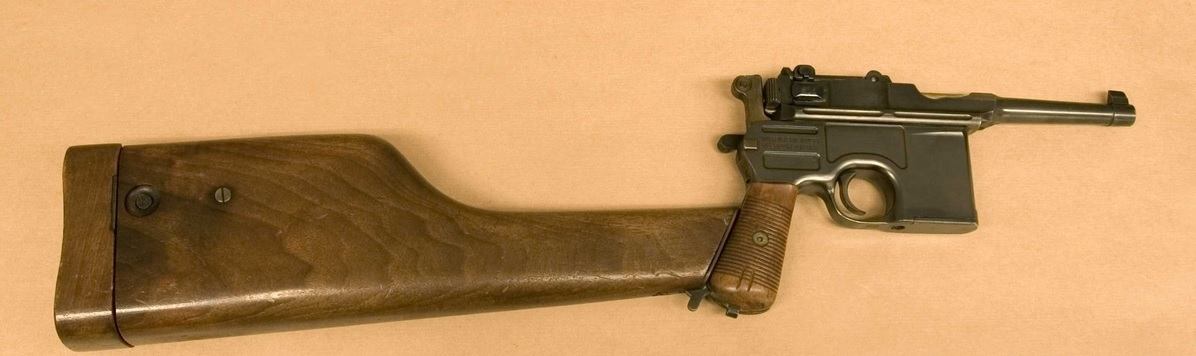
Mauser C96 з примкнутою кобурою-прикладом

Mauser C96 — німецький самозарядний пістолет, розроблений компанією Mauser у 1896 році.

## Історія
Прототип цієї моделі з'явився у 1896 році. Для свого часу, конструкція, а разом з тим і зовнішній вигляд пістолета були незвичними. Головною особливістю цього пістолета був невід'ємний магазин на десять патронів, цей магазин знаходився перед запобіжною скобою. Цікавим з технічної точки зору був і затвор прямокутної форми. Після своєї появи Mauser C 96 неодноразово модернізувався і покращувався, остаточний варіант з'явився у 1930 році. Копію цього пістолета випускали в Іспанії й використовували під час Громадянської війни 1936—1939 років. З початком Другої світової німці почали виготовляти автоматичну версію цього пістолета, у якої був приставний приклад-кобура та коробчатий магазин, такими пістолетами озброювали мотоциклетні війська. У Німеччині виробництво таких пістолетів тривало до 1936 року, за час виробництва було виготовлено майже мільйон екземплярів.

## Тактико-технічні характеристики
- Тип патрона: 7,63 мм Маузер
- Місткість магазина: 10 патронів
- Довжина:
  - загальна: 295 мм
  - ствола: 140 мм
- Маса без патронів: 1045 грамів

## Країни-експлуатанти
- Бразилія
- Фінляндія: 1917 року Німеччина розраховувала на початок повстання у Фінляндії проти російської влади, то забезпечувала зброєю (перш за все стрілецькою) фінських націоналістів. Так, у вантажі, який доставив екіпаж підводного човна UC-57 було близько 1000 C96 Mauser двох калібрів: 7,63 × 25 та 9 × 19. Як трофейні вони використовувались сторонами у Громадянській війні 1918. Після масових закупок пістолетів M/19 та M/23 Маузери були передані до Suojeluskunta (Цивільна Гвардія Фінляндії). З початком Другої Світової війни пістолети повернули до тилових підрозділів: так, влітку 1940 на озброєнні було 614 Mauser M/96 (271 під патрон 7,63 × 25 та 343 — 9 × 19). Мав неофіційну назву «Ukko-Mauser» (Маузер-дід). У 1960 останні пістолі були продані за кордон через фірму Interarmco[1].
- Італія : 5000 куплені у Німеччині у 1899 для озброєння офіцерів флоту.
- Китай

## Mauser C96 у масовій культурі

### У кінематографі
- У радянському кіно — Mauser C96 є частиною стереотипного образу чекіста.
- «Біле сонце пустелі» — пістолет використовує Абдула
- «Мумія»
- «Мумія повертається»
- «Особливо небезпечний» — в кінці фільму пістолет використовує Слоан, лідер Братства ткачів.
- «П'ятий елемент»
- «Індіана Джонс і останній хрестовий похід»
- «Гітлер: Сходження диявола» — використовує Ернст Рем.
- «Конг: Острів Черепа» — використовує японський пілот.

### У відеоіграх
- Red Orchestra 2: Heroes of Stalingrad — зброя німецьких кулеметників; при максимальній прокачці зброї можна встановити магазин на 20 патронів.
- Enter the Gungeon — у грі називається Сірий Маузер (англ. Grey Mauser). Ігровий варіант має магазин на 15 набоїв і може зробити персонажа невидимим після перезарядки повністю спорожнілого магазина.
- Indiana Jones and the Emperors Tomb — ігровий варіант має магазин на 8 патронів.
- Resident Evil 4 — ігровий варіант використовує набої 9Х19 мм Парабелум, місткість магазина — від 8 до 24 набоїв (залежно від покращення). Можливе встановлення кобури-прикладу.
- Resident Evil: The Umbrella Chronicles (лише у катсцені)
- Payday 2 — у грі називається Broomstick. Шляхом встановлення збільшеного магазина і кобури-прикладу перетворюється на Mauser M712 «Schnellfeuer», а якщо до цих модифікацій додати довгий ствол — на карабін. Також шляхом встановлення оптичного прицілу та полум'ягасника пістолет стає схожим на бластер DL-44 із Всесвіту Зоряних Війн. Пістолет доступний для гравців, які купили DLC Gage Historical Pack або Payday 2: Ultimate Edition в Steam.
- Hitman: Blood Money — ігровий варіант має магазин на 9 набоїв. Також присутній бутафорський пістолет під холості набої.
- Fallout 3 — у грі присутній Shansi Type 17, китайська копія Маузера під набій .45 ACP, під назвою «Китайський пістолет». Ігровий варіант має калібр 10 мм. Окрім стандартних пістолетів, у грі також присутній унікальний екземпляр Zhu Rong v418 (названий на честь китайського бога вогню Чжужуна), який стріляє запалювальними кулями.